# Джаксън (окръг, Кентъки)
Вижте пояснителната страница за други населени места с името Джаксън.
Окръг Джаксън (на английски: Jackson County) е окръг в щата Кентъки, Съединени американски щати. Площта му е 899 km², а населението - 13 495 души (2000). Административен център е град Маккий.